# Mason Model C
Der Mason Model C ist ein Personenkraftwagen. Hersteller war die Mason Motor Company aus den USA.

## Beschreibung
Das Modell stand nur 1913 im Angebot und löste den Mason 20 HP ab.
Es hat einen wassergekühlten Zweizylindermotor. Jeweils 5 Zoll (127 mm) Bohrung und Hub ergeben 3217 cm³ Hubraum. Der Motor leistet 20 PS.
Der Ottomotor treibt über eine Kardanwelle die Hinterachse an. Der Radstand beträgt 2438 mm Als Leergewicht sind 839 kg angegeben.
Die einzige angebotene Karosseriebauform war ein Tourenwagen mit vorderen Türen und fünf Sitzen. Der Neupreis betrug 900 US-Dollar und lag somit unter dem des Vorgängermodells.
Das Modell wurde ohne Nachfolger eingestellt.